# Víctor Hugo Mora
Víctor Hugo Mora Llamas (ur. 12 lipca 1974 w Guadalajarze) – meksykański piłkarz występujący na pozycji pomocnika, trener piłkarski.
Jego brat Octavio Mora, bratanek Jorge Mora, szwagier brata Daniel Guzmán i syn szwagra brata Daniel Guzmán Jr. również są piłkarzami.

## Kariera klubowa
Mora przez całą karierę piłkarską był związany z drużynami z drugiego i trzeciego szczebla rozgrywek, nigdy nie zdołał zadebiutować w meksykańskiej Primera División. Karierę rozpoczynał w drugoligowym Atlético Tecomán, skąd następnie przeniósł się do występującego na tym samym poziomie rozgrywek Tigrillos UANL. Najdłużej reprezentował barwy kolejnego klubu – Bachilleres de Guadalajara, z którym w 1997 roku awansował do drugiej ligi meksykańskiej (wcześniej występował jeszcze na wypożyczeniu w Pioneros de Cancún). W późniejszym czasie przez rok grał w innym drugoligowcu – Chivas Tijuana, gdzie w jesiennym sezonie Invierno 1998 dotarł do finału rozgrywek Primera División A. Przez trzy lata występował również w kolejnym klubie z tego samego miasta – drużynie Nacional Tijuana, lecz bez poważniejszych sukcesów.
Latem 2002 Mora przeszedł do drugoligowego Atlético Cihuatlán, prowadzonego przez swojego brata – Octavio Morę. Jego barwy reprezentował rok, podobnie jak kolejnej ekipy, przez którą został zakontraktowany – CD Zacatepec. Ostatnim przystankiem w jego karierze był spadkowicz z pierwszej ligi – zespół Querétaro FC, który zakupił licencję Zacatepec. Tam występował przez rok, mając niepodważalne miejsce w wyjściowym składzie; w wiosennym sezonie Clausura 2005 wygrał z Querétaro drugą ligę meksykańską, co wobec porażki w decydującym dwumeczu barażowym nie zaowocowało jednak powrotem klubu na najwyższy szczebel. Bezpośrednio po tym w wieku 31 lat zakończył piłkarską karierę.

## Kariera trenerska
W latach 2008–2010 Mora pełnił rolę asystenta swojego brata Octavio Mory w trzecioligowym zespole Loros UdeC z siedzibą w Colimie. W lutym 2011 zastąpił Gastóna Obledo na stanowisku pierwszego trenera Loros. Pod jego kierownictwem drużyna dołączyła do grona czołowych na trzecim szczeblu rozgrywek, zaś w sezonie Clausura 2015 triumfowała w Segunda División, bezpośrednio po tym (wygrywając dwumecz barażowy o awans) awansując do drugiej ligi. Klub nie dostał jednak licencji na występy w Ascenso MX z powodu niespełnienia wymogów pojemności stadionu, wobec czego spędził jeszcze rok w trzeciej lidze i dopiero potem dołączył do zaplecza najwyższej klasy rozgrywkowej. Tam występował jednak tylko przez rok – podopieczni Mory dwukrotnie zajmowali siedemnaste, przedostatnie miejsce w tabeli i w 2017 roku spadli z powrotem do trzeciej ligi.